# А ну-ка, дай жизни, Калуга!
«Песня о двух друзьях» (известна также под названиями «Два друга» и «А ну-ка, дай жизни, Калуга!») — песня, написанная поэтом Василием Лебедевым-Кумачом и композитором Анатолием Лепиным в 1943 году. Популярность песни в годы Великой Отечественной войны связана прежде всего с именем её первого исполнителя Вадима Козина.

## Сюжет и текст
Дрались по-геройски, по-русски

Два друга в пехоте морской

Один паренек был калужский

Другой паренек – костромской.

Они, точно братья, сроднились,

Делили и хлеб и табак.

И рядом их ленточки вились

В огне непрерывных атак.

В штыки ударяли два друга,

И смерть отступала сама.

— А ну-ка, дай жизни, Калуга!

— Ходи веселей, Кострома!

В песне рассказывается о двух друзьях - бойцах морской пехоты, «пареньке калужском» и «пареньке костромском», которые «по-геройски, по-русски» сражались с врагом «в огне непрерывных атак» бок о бок, так что «рядом их ленточки вились».
В одном из боев костромич был тяжело ранен и попросил своего калужского друга оставить его. Но тот попытался его вынести с поле боя и при этом тоже был тяжело ранен. Однако оба, едва не теряя сознания от боли, сумели, подбадривая друг друга ставшими рефреном песни словами «А ну-ка, дай жизни, Калуга! — Ходи веселей, Кострома!», доползти до своих.

## История создания песни
Стихотворение «Два друга» было написано поэтом Василием Лебедевым-Кумачом в 1942 году. Опубликовано в 1943 году в январском номере журнала «Краснофлотец». Музыку на эти стихи написал композитор Анатолий Лепин:
Песня эта и мне самому очень памятна и дорога... На ней мы, собственно говоря, и познакомились с Лебедевым-Кумачом. Помню, как он сам пел ее, вернее, подпевал мне во время работы над нею. Были у нас с ним потом и другие совместные песни, и все-таки «Два друга» я считаю самой главной с ним песенной удачейАнатолий Лепин
Первым её исполнителем стал певец Вадим Козин, записавший песню на пластинку под названиями «Два друга»:
Боевые дела и подвиги героев-моряков, многие из которых сменили море на сушу и сражались в отрядах морской пехоты, вдохновили на эту песню авторов. И получилась прекрасная песня, посвященная морской дружбе и взаимовыручке, готовности прийти на помощь друг другу в тяжелую критическую минуту. Вместе с моим неизменным аккомпаниатором Д. Ашкенази мы выступали с ней и в осажденном Ленинграде — городе моего детства, и перед моряками-североморцами. Восторженно ее принимали не только моряки, но и воины других родов войскВадим Козин

## Исполнители
Песня быстро стала популярной. Её исполняли Георгий Абрамов, Ефрем Флакс, Владимир Бунчиков и Владимир Нечаев, Михаил Курдин и Герман Орлов. Часто аккомпаниатором на концертах был сам композитор Анатолий Лепин. Об одном из таких его выступлений вспоминает в своем письме ведущему телепрограммы «Песня далёкая и близкая» Юрию Бирюкову В. П. Важнова из города Воскресенска Московской области:
Шел 1943 год. Была весна. То ли март, то ли апрель, сейчас уже не помню. Но хорошо помню, что я провожала брата на фронт с Курского вокзала. В ожидании поезда мы зашли с ним в зал, где собралось уже много солдат... Как сейчас помню временные подмостки, сцену. На этих подмостках — рояль. Объявили, что сейчас выступит композитор и будут исполнены его песни. На сцену вышли два артиста — один маленький, а другой — на голову выше. Представили автора, который сел за рояль. И зазвучала песня про двух друзей-товарищей из Калуги и Костромы. Ох, как же хорошо они ее исполняли! Много лет прошло, а она до сих пор в ушах звенит.
О популярности песни свидетельствует факт, приведенный музыковедом, фронтовиком Львом Данилевичем о том, как под Смоленском в бой были брошены духовой оркестр воинской части вместе с джаз-ансамблем. Рядом с полем боя, бок о бок с теми, кто дрался в рукопашной, музыканты играли песню о двух друзьях. Вместе с участниками боя они получали потом боевые награды.
Песня не теряла популярности и в послевоенные годы. Новый всплеск интереса к ней в определённой степени был связан с исполнением её в октябре 1968 года в выпуске №33 передачи Виктора Татарского «Встреча с песней» по Первой программе Всесоюзного радио.
«Песня о двух друзьях» по настоящее время остается в репертуаре современных исполнителей.